# 山辺郵便局
山辺郵便局（やまのべゆうびんきょく）は山形県東村山郡山辺町にある郵便局。民営化前の分類では集配特定郵便局であった。

## 概要
住所：〒990-0399 山形県東村山郡山辺町山辺1283-4

## 沿革
- 1872年（明治5年）旧9月 - 山野辺郵便取扱所として開設[1]。
- 1875年（明治8年）1月1日 - 山野辺郵便局（五等）となる。
- 1885年（明治18年）9月1日 - 山辺郵便局に改称。同年10月1日より貯金取扱を開始。
- 1892年（明治25年）1月1日 - 為替取扱を開始。
- 1897年（明治30年）3月21日 - 山辺郵便電信局となる。
- 1903年（明治36年）4月1日 - 通信官署官制の施行に伴い山辺郵便局となる。
- 1956年（昭和31年）12月1日 - 相模郵便局から電話交換事務の取扱を廃止[2]。
- 1966年（昭和41年）3月27日 - 電話の加入および料金に関する簡易な事務を除く電話交換業務を、山辺電話局に移管。
- 1967年（昭和42年）3月27日 - 相模郵便局から和文電報配達事務を移管。
- 1987年（昭和62年）10月 - 局舎新築。
- 1997年（平成9年）9月1日 - 村木沢郵便局から集配業務の一部[3]を移管。
- 2007年（平成19年）10月1日 - 民営化に伴い、併設された郵便事業山形南支店山辺集配センターに一部業務を移管。
- 2012年（平成24年）10月1日 - 日本郵便株式会社発足に伴い、郵便事業山形南支店山辺集配センターを山辺郵便局に統合。

## 取扱内容
- 郵便、印紙、ゆうパック、内容証明
- 貯金、為替、振替、振込、国際送金、国債、投資信託
- 生命保険、バイク自賠責保険
- ゆうちょ銀行ATM
- 東村山郡山辺町内の集配業務

## 周辺
- 山辺町立山辺小学校
- 国道458号

## アクセス
- JR左沢線 羽前山辺駅より徒歩約4分
- 山交バス 山辺駅前停留所下車
- 駐車場あり：9台